# مايك فيلوز (سياسي)
مايك فيلوز هو سياسي أمريكي، ولد في 8 ديسمبر 1957 في لويستون في الولايات المتحدة، وتوفي في 19 سبتمبر 2016 في مقاطعة ميسولا في الولايات المتحدة. نشط حزبياً في Montana Libertarian Party ‏.